# 니시오카자키역
니시오카자키역(일본어: 西岡崎駅 니시오카자키에키[*])은 일본 아이치현 오카자키시에 있는 도카이 여객철도 도카이도 본선의 역이다.

## 역 구조 및 승강장
상대식 승강장 2면 2선을 가지는 지상역으로, 선상 역사를 갖춘다.
도카이 교통 사업의 직원이 업무를 담당하는 업무위탁역으로, 오카자키역이 이 역을 관리하고 있다. 발권 창구가 설치되어 있지만, 이른 아침 · 야간 · 정오의 일부 시간대는 무인이 된다.
| 1 | ■ 도카이도 본선 | 하행 | 오가키 · 나고야 방면     |
| 2 | ■ 도카이도 본선 | 상행 | 오카자키 · 도요하시 방면 |

## 역 주변
개업 당시 남문이 메인으로 할 예정이었지만, 일부 주변 주민의 반대로 교차로가 아이치 현도 제26호선 오카자키 환상선까지 통과하지 않았기 때문에 교차로가 중도 미완성이 되어 버린 것이나, 북쪽의 인구 증가때문에 실질 북문이 메인 입구로 되어 버렸다. 노선 버스도 북문이 승차 입구로 마련되었다.
- 시마사카 보육원

## 역사
- 1988년 3월 13일 : 도카이 여객철도(JR 도카이)에 의해, 도카이도 본선의 오카자키 - 안조 간에 신설 개업.
- 2006년 11월 25일 : TOICA 도입.

## 인접 역
| 도카이 여객철도 도카이도 본선   | 도카이 여객철도 도카이도 본선 | 도카이 여객철도 도카이도 본선 |
| ------------------------------- | ----------------------------- | ----------------------------- |
| 오카자키 하마마쓰·시즈오카 방면 | ■ 도카이도 본선               | 안조 도요하시·나고야 방면     |